# Ортоарсенат магния
Ортоарсенат магния — неорганическое соединение, соль металла магния и мышьяковой кислоты с формулой Mg3(AsO4)2, бесцветные кристаллы, растворимые в воде, образует кристаллогидраты.

## Получение
- Реакция растворимых солей магния и ортоарсената натрия:

{\displaystyle {\mathsf {3MgCl_{2}+2Na_{3}AsO_{4}\ {\xrightarrow {}}\ Mg_{3}(AsO_{4})_{2}+6NaCl}}}
- Спекание оксидов магния и мышьяка:

{\displaystyle {\mathsf {3MgO+As_{2}O_{5}\ {\xrightarrow {}}\ Mg_{3}(AsO_{4})_{2}}}}

## Физические свойства
Ортоарсенат магния образует бесцветные кристаллы.
Образует кристаллогидраты состава Mg3(AsO4)2•n H2O, где n = 1, 2, 3, 5 и 6.

## Применение
- В качестве инсектицида.